# Sylwester Sembratowicz
Sylwester Sembratowicz (Desznica, 3 settembre 1836 – Leopoli, 4 agosto 1898) è stato un cardinale e arcivescovo cattolico ucraino.

## Biografia
Sylwester Sembratowicz nacque il 3 settembre 1836, a Desznica, località dell'odierno comune di Nowy Żmigród, facente parte della diocesi di Przemyśl, allora nell'Impero austro-ungarico, e ora in Polonia. Era figlio di Antoni Sembratowicz e Anna z Wisłockich. Suo zio era Josyf Sembratowicz, l'arcieparca di Leopoli degli Ucraini, incarico che tenne anche lui stesso in seguito. La sua famiglia era di rito bizantino, facente parte della Chiesa greco-cattolica ucraina.

### Formazione e ministero sacerdotale
Dopo aver compiuto gli studi primari a Vienna e Leopoli, decise di seguire la sua vocazione sacerdotale, e nel 1854 si trasferì a Roma. Lì studiò presso il Collegio di Sant'Atanasio e il Pontificio Ateneo Urbano di Propaganda Fide. Venne ordinato presbitero il 1º novembre 1860, a Roma. Nel 1861, conseguì un dottorato il teologia, rimanendo a Roma fino al 1863. Successivamente tornò in Galizia e per breve tempo rimase ad esercitare il suo ministero nel villaggio di Tylicz. Nel 1865, venne nominato professore dell'Università di Leopoli, incarico che tenne fino al 1879.

### Ministero episcopale
Venne eletto vescovo titolare di Giuliopoli e, contemporaneamente, vescovo ausiliare dell'arcieparchia di Leopoli degli Ucraini il 28 febbraio 1879. La sua consacrazione episcopale avvenne il 20 aprile 1879, nella Cattedrale di San Giorgio di Leopoli, per mano di suo zio, Josyf Sembratowicz, arcieparca di Leopoli degli Ucraini, assistito da Franciszek Ksawery Wierzchlejski, arcivescovo di Leopoli dei Latini, e da Jan Stupnyckj, eparca di Przemyśl-Varsavia. Dopo la rinuncia di suo zio, venne promosso alla sede metropolitana di Leopoli degli Ucraini il 27 marzo 1885. Prese formalmente possesso della sua cattedrale il 5 maggio successivo. Durante il suo ministero episcopale, egli si applicò in numerosi campi: contribuì alla riforma dell'ordine monastico basiliano, pubblicò i primi libri di preghiera in volgare, nel 1891 convocò il Sinodo di Leopoli. Ebbe molto a cuore l'aiuto ai poveri della sua arcieparchia. Venne nominato assistente presso il Pontificio Trono il 17 luglio 1894. Il suo impegno nella cura pastorale dei suoi fedeli, gli fece meritare la porpora cardinalizia.

### Il breve cardinalato e la morte
Venne creato cardinale nel concistoro del 29 novembre 1895, da papa Leone XIII, ricevendo la berretta rossa e il titolo presbiterale di Santo Stefano al Monte Celio il 25 giugno 1896. Morì solo due anni e mezzo dopo, il 4 agosto 1898 a Leopoli, all'età di 61 anni. La sua salma venne esposta e sepolta nella Cattedrale metropolitana di San Giorgio, a Leopoli.

## Genealogia episcopale e successione apostolica
La genealogia episcopale è:
- Patriarca Geremia II Tranos
- Arcivescovo Michal Rahoza
- Arcivescovo Hipacy Pociej
- Arcivescovo Iosif Rucki
- Arcivescovo Antin Selava
- Arcivescovo Havryil Kolenda
- Arcivescovo Kyprian Žochovs'kyj
- Arcivescovo Lev Zaleski
- Arcivescovo Jurij Vynnyc'kyj
- Arcivescovo Luka Lev Kiszka
- Vescovo György Bizánczy
- Vescovo Inocențiu Micu-Klein, O.S.B.M.
- Vescovo Mihály Emánuel Olsavszky, O.S.B.M.
- Vescovo Vasilije Božičković, O.S.B.M.
- Vescovo Grigore Maior, O.S.B.M.
- Vescovo Ioan Bob
- Vescovo Samuel Vulcan
- Vescovo Ioan Lemeni
- Arcivescovo Spyrydon Lytvynovyč
- Arcivescovo Josyf Sembratowicz
- Cardinale Sylwester Sembratowicz

La successione apostolica è:
- Vescovo Julian Pełesz (1885)
- Arcivescovo Julian Kuiłovskyi (1890)
- Vescovo Konstantyn Čechovyč (1897)